# Ригунта
Ригунта (Ригонта, Риккунта; ок. 569 — после 589) — дочь меровингского короля Хильперика I и Фредегонды.

## Биография
В 582 году Ригунта была помолвлена с младшим сыном короля вестготов Леовигильда Реккаредом. В этом году по приказу Хильперика I его приближённые Ансоальд и Домигизил ездили в Испанию, чтобы осмотреть приданое, которое Леовигильд намеревался дать за Ригунту.
1 сентября 584 года Ригунта отправилась на юг, чтобы стать его женой, в сопровождении богатой и пышной свиты (более четырёх тысяч человек). Однако во время её путешествия пришло известие об убийстве её отца:

Между тем Ригунта, дочь короля Хильперика, прибыла в Тулузу с вышеописанными сокровищами. Видя, что она уже приближается к готской границе, она начала замедлять своё путешествие. Да и окружающие её люди говорили ей, что здесь следует задержаться, так как они-де сами устали от дороги, одежда у них грязная, обувь порвана и даже украшения на лошадях и повозках, на которых они до сего времени передвигались, пришли в негодность: лучше всё это сперва привести в порядок, а там уж отправиться в путь, чтобы предстать перед женихом во всём блеске и не являться оборванцами на посмешище готам. И вот пока они по этим причинам задерживались, до слуха герцога Дезидерия доходит известие о смерти короля Хильперика. Тут-то он, собрав самых отважных своих людей, вторгся в город Тулузу, унёс найденные у королевы сокровища, а её поместил в каком-то доме, заперев его и поставив перед ним стражу из смелых людей, а на пропитание королеве до своего возвращения оставил лишь немного денег.
Когда до овдовевшей королевы Фредегунды дошли известия об ограблении её дочери, она отправила за нею в Тулузу некоего Хуппу, который «привёл её оттуда с собой, не без великого унижения и поругания». Ригунта вернулась в Париж, где и осталась.
Григорий Турский писал о её сложных отношениях с матерью, которую Ригунта упрекала в простом происхождении и грозилась снова отдать в служанки. Фредегунда, не отличавшаяся мягким сердцем, пыталась за это её убить, но Ригунта осталась жива:

А Ригунта, дочь Хильперика, часто позорила мать, говоря, что она — Ригунта — госпожа, и что она вновь отдаст свою мать в служанки. Она часто осыпала её бранью, и из-за этого они били друг друга кулаками и давали друг другу пощёчины. Наконец мать сказала ей: «Почему ты плохо относишься ко мне, дочь? Вот имущество твоего отца, которое находится у меня, возьми его и пользуйся им, как тебе будет угодно».

И, войдя в кладовую, она открыла сундук, наполненный ожерельями и драгоценными украшениями. Поскольку мать очень долго вынимала различные вещи, подавая их стоявшей рядом дочери, то она сказала: «Я уже устала, теперь доставай сама, что попадётся под руку». И когда та опустила руку в сундук и стала вынимать вещи, мать схватила крышку сундука и опустила её на затылок дочери. Она с такой силой навалилась на крышку и её нижним краем так надавила дочери на горло, что у той глаза готовы были лопнуть. Одна из девушек, которая находилась там, громко закричала: «На помощь, ради бога, бегите сюда, мою госпожу душит её мать!». И в комнату ворвались те, что ожидали за дверью. Они избавили девушку от угрожавшей ей смерти и вывели её оттуда. Но после этого между матерью и дочерью ещё сильнее разгорелась вражда, и особенно потому, что Ригунта предавалась разврату. Между ними всегда были ссоры и драки.

## В культуре
В литературе:
- В одной из версий сказки «Золушка» главная героиня убивает свою мачеху крышкой от сундука — что, как считается, отражает в перевёрнутом виде историю Фредегонды и её дочери[4].
- Питер Хакс. Драма «Фредегунда» (1984)

В музыке:
- Райнхард Кайзер. Опера «Фредегунда» (1715)
- Камиль Сен-Санс. Опера «Фредегонда». Написана композитором по эскизам скончавшегося Э. Гиро.
- Франц Шмидт. Опера «Фредегонда» (1922)